# Chemical Physics
Chemical Physics (abrégé en Chem. Phys.) est une revue scientifique à comité de lecture. Ce journal publie des articles de recherche dans le domaine de la chimie physique.
D'après le Journal Citation Reports, le facteur d'impact de ce journal était de 1,652 en 2014. Actuellement, les directeurs de publication sont M. Chergui, W. Domcke, R. M. Hochstrasser et T. Lian.